# Kultikula
Kultikula – polski eksperymentalny projekt muzyczny powstały w połowie lat 90. W skład oktetu wchodzili awangardowi muzycy związani z muzyką etno, jazzem i muzyką poważną. Liderem grupy był Arnold Dąbrowski. Kultikula nagrała album o jednobrzmiącym tytule w sierpniu 1996 roku; materiał został wydany w 2000 roku przez label Multikulti.

## Spis utworów
1. „Kultikula”
2. „Sizallove pola”
3. „41,3 st. C”
4. „Znane medium Eillen Garett”
5. „Sonata pomarańczowa”
6. „Mocna ektoplazma”
7. „Czapka eksperymentatora”
8. „Niutnia pana”
9. „Ona ciągnie żelazko na duszę”

## Twórcy
- Arnold Dąbrowski (grupa Reportaż) – grand piano, keyboard
- Zbigniew Łowżył – kotły, temple-blocks, tom-tomy, hamulce bębnowe, metal-tubes, echo-mike
- Katarzyna Klebba – skrzypce, tabla, altówka
- Lech Jankowski – gitara elektryczna, skrzypce, gitara piccolo
- Andrzej Trzeciak (Kwartet Jorgi) – wiolonczela, piła
- Andrzej Brych (Kwartet Jorgi) – trąbka, tuba
- Corrado Fusco – instrumenty perkusyjne
- Paweł Paluch (grupa Reportaż) – bas